# Tesarius doyeni
Tesarius doyeni är en skalbaggsart som beskrevs av Cartwright 1977. Tesarius doyeni ingår i släktet Tesarius och familjen Aphodiidae. Inga underarter finns listade i Catalogue of Life.